# Amplilygrus cruciatus
Amplilygrus cruciatus är en skalbaggsart som beskrevs av Karl Adlbauer 2004. Amplilygrus cruciatus ingår i släktet Amplilygrus och familjen långhorningar. Inga underarter finns listade i Catalogue of Life.